# Lingua heiltsuk
La lingua heiltsuk è una lingua appartenente alla famiglia delle lingue wakashan, ed è parlata nella provincia della Columbia Britannica, in Canada.
È una lingua che corre grossi rischi di estinzione, poiché su una popolazione etnica di 2.530 individui, solo 66 di loro hanno dichiarato di parlare la lingua. Come molte lingue native americane, l'heiltsuk soffre di deriva linguistica verso l'inglese, per cui i giovani parlano quest'ultimo idioma a scapito di quelli tradizionali.